# Мови одноосібні
Одноосібні мови — це такі мови, носієм яких є лише одна людина. Такою, наприклад, була камасинська мова з групи самодійських, якою у 80-ті роки XX ст. володіла лише одна жінка. Мовознавці нараховують 46 таких мов. До цього типу належать мови, що наблизилися до вимирання.